# 土御門定実
土御門 定実（つちみかど さだざね）は、鎌倉時代中期の公卿。権大納言・土御門顕定の子。官位は従一位・太政大臣。土御門太政大臣と号する。

## 経歴
以下、『公卿補任』の記事に従って記述する。
- 建長6年（1254年）12月7日、従三位に叙され、右中将は元の如し。
- 建長7年（1255年）父・顕定が権大納言を辞して4月には出家し高野山に籠った。
- 正嘉元年（1257年）6月6日、正三位に叙される。
- 正嘉2年（1258年）1月13日、参議に任じられる。右中将は元の如し。
- 正元元年（1259年）4月17日、権中納言に任じられる（この年に従二位に昇叙か?）。
- 弘長2年（1262年）3月29日、正二位に昇叙。
- 文永3年（1266年）10月24日、権大納言に任じられる。
- 文永4年（1267年）8月29日、皇后宮大夫を兼ねる。
- 文永5年（1268年）8月24日に皇后宮大夫を辞し、翌日25日には春宮権大夫となる。
- 文永8年（1271年）3月27日には春宮大夫に転じた。
- 文永10年（1273年）12月10日には大納言に転正。
- 文永11年（1274年）春宮大夫を停止。
- 弘安6年（1283年）8月12日、父顕定が没す。
- 弘安7年（1284年）1月13日、淳和院別当となる。
- 正応元年（1288年）2月19日、淳和奨学両院別当となる。同年3月15日の即位式では礼服を着るよう宣旨が下る。同年9月12日、大納言を辞した（この時に両院別当も辞したか?）。
- 正応5年（1292年）3月29日、大納言に還任し、4月1日には両院別当となる。同年8月14日、従一位に昇叙され大納言と両院別当を辞する。同年9月5日には大臣に準じて朝参すべしと宣下がある（准大臣）。
- 永仁4年（1296年）12月27日、内大臣に任じられる。同月30日には左右内大臣は官の順に列すべしと宣下あり。
- 永仁5年（1297年）10月16日、上表せずに内大臣を止められる。
- 正安3年（1301年）5月29日に兼宣旨があり、同年6月2日に太政大臣に任じられる。
- 正安4年（1302年）7月に上表して太政大臣を辞した。同年、息男の雅房が薨去したため出家した。
- 嘉元4年（1306年）3月30日、薨去。

## 准大臣の二例目
内大臣にならずして従一位に叙せられ、その後に大臣に準じて朝参すべしと宣下を受けた二例目が土御門定実である。しかし、准大臣宣下のあと内大臣を経て太政大臣に至った点が堀川基具とは異なる。

## 『徒然草』中の登場人物として
土御門定実は『徒然草』第196段に登場する。神輿の前駆を勤める源氏公卿の作法のことで、一門の久我通基に対して疑問を投げかけている。また自身に先立って薨去した息男の大納言雅房が『徒然草』第128段に登場し、近衛大将に任ぜられかけたのに事実無根の讒言がもとで大将に任ぜられなかったことが描かれている。両段に共通していることは、同じ村上源氏中院流の中でも土御門家からはついに近衛大将が任じられなかった、という点である。ちなみに、父土御門顕定も近衛大将任官を望んでいたが果たせず、突然に出家したことが『増鏡』に見えている。

## 系譜
- 父：土御門顕定
- 母：源雅親の娘
- 妻：三重左衛門尉周防守杉原政平の女
  - 男子：土御門雅房
- 妻：平時継の女
  - 男子：土御門親定
- 生母不明の子女
  - 男子：土御門定宗
  - 男子：定空